# El séptimo hijo (película de 2014)
El séptimo hijo (Seventh Son, en el original en inglés) es una película de fantasía del 2015, basada en la novela The Spook's Apprentice, de Joseph Delaney. La historia se centra en Thomas Ward, el séptimo hijo de una familia. Fue dirigida por Sergei Bodrov y protagonizada por Ben Barnes, Jeff Bridges y Julianne Moore. La música es de Marco Beltrami. Después de haber cambiado la fecha varias veces, se lanzó en 3D y en IMAX 3D el 6 de febrero de 2015 en Estados Unidos, mientras que en Francia se estrenó el 17 de diciembre de 2014, antes de su estreno en América del Norte.[cita requerida]

## Argumento
En 1572, la bruja Malkin es encarcelada bajo tierra por Gregory, el último de los Halcones, una orden de caballería que defendía a la humanidad de amenazas sobrenaturales. Años después, Gregory trabaja como "fantasma", un cazador de brujas errante.
Malkin escapa, mata a William, el aprendiz de Gregory, y huye a su fortaleza en la montaña. Restaura la fortaleza y la belleza de su desfigurada y leal hermana, Bony Lizzie. La inminente luna de sangre del centenario hará a Malkin imparable.
Gregory busca a Tom Ward, el séptimo hijo de un séptimo hijo, como su nuevo aprendiz. La madre de Tom le da su collar como talismán, instándole a no quitárselo nunca. En un pueblo, Tom ve a una niña, Alice, a punto de ser quemada por bruja. Al reconocerla por sus visiones clarividentes, Tom la libera. Alice le pide que no le hable a Gregory de ella. Se revela que es la hija de Lizzie, enviada para espiar a Gregory. Malkin comienza a reunir un ejército de secuaces.
Tom conoce a Tusk, el asistente de Gregory. A solo una semana de la luna llena, que revive por completo el poder de Malkin, Tom debe acelerar su entrenamiento mientras el trío se dirige a la fortaleza de Malkin. En el camino, Gregory es convocado a una ciudad amurallada por un inquisidor cuyas fuerzas han sometido a uno de los seguidores de Malkin, un hombre oso llamado Urag. Tom duda cuando se le ordena quemar vivo al hombre oso, lo que provoca que Gregory lo despida y encienda la llama él mismo. Tom se reencuentra con Alice; ambos comparten sus sentimientos y se enamoran. Consideran brevemente huir, pero Tom tiene una visión de Malkin matando a Gregory y desatando la destrucción sobre el mundo. Tom regresa con Gregory, quien le revela que una vez amó a Malkin, lo que lo lleva a encarcelarla en lugar de matarla. Gregory se siente responsable de cada persona asesinada por Malkin y le advierte a Tom que nunca muestre piedad a las brujas.
El trío es atacado en el camino por un enorme boggart. Tom lo mata y sobrevive a ser arrastrado por una cascada. Se enfrenta a Bony Lizzie, cuyo ataque es repelido por el collar de su madre. Gregory lo reconoce como la Piedra Umbra, que aumenta el poder de las brujas. Perteneció a Malkin, hasta que una de sus brujas seguidoras —la madre de Tom— la robó, debilitando a Malkin lo suficiente como para que Gregory la atrapara.
Malkin le ordena a Alice que robe la piedra, prometiendo perdonarle la vida a Tom. Malkin y sus secuaces destruyen la ciudad donde Urag fue asesinado para vengar su muerte. Por casualidad, la familia de Tom se encuentra en la ciudad; su madre mata al brujo Strix y confronta a Malkin con sus propios poderes. Malkin la mata, burlándose de ella por haber entregado la piedra que podría haberle salvado la vida.
Alice encuentra a Tom y le ruega que se vaya con ella. Gregory intenta matarla, pero Tom interviene, permitiéndole huir. Gregory señala que se ha llevado el collar, y Tom, Gregory y Tusk la persiguen. Radu, el sirviente de Malkin, los ataca; captura a Gregory y arroja a Tusk y Tom por un precipicio, dejándolos por muertos. Tom despierta con una visión de su madre diciéndole que, como séptimo hijo de un séptimo hijo e hijo de una bruja, posee un poder único para derrotar a Malkin.
Las brujas se reúnen mientras Malkin intenta seducir a Gregory. Alice, horrorizada al saber que Tom ha muerto, le arrebata la piedra a Malkin, rompiendo así su control sobre Gregory. Malkin se transforma en dragón, y Lizzie también, para proteger a su hija. Tom recupera la piedra y, luchando juntos, Gregory, Tom y Alice eliminan a varios secuaces de Malkin. Malkin mata a Lizzie, pero resulta gravemente herido. Gregory sigue a Malkin a su habitación y se enfrenta a ella. Aparentemente muerta, ella recuerda su relación, pero entonces agarra a Gregory con sus garras. Tom entra y lanza una espada a Malkin, obligándola a soltarlo. Tom mata a Malkin y queman su cuerpo.
Gregory marca la mano de Tom, declarándolo caballero Halcón. Alice acepta que la vocación de Tom les impide estar juntos, pero promete que se volverán a ver. Gregory parte hacia un lugar desconocido, dejando a Tom y a Tusk para que continúen su trabajo, pero instando a Tom a no seguir las "reglas".

## Elenco
- Ben Barnes como Tom Ward.[3]
- Jeff Bridges como Maestro Gregory.
- Julianne Moore como Madre Malkin.
- Alicia Vikander como Alice Deane.
- Kit Harington como Billy Bradley.
- Olivia Williams como Mam.
- Antje Traue como Bony Lizzie.
- Djimon Hounsou como Radu, un personaje que no aparece en la novela.

## Casting
En la película aparece Jeff Bridges y Julianne Moore. Sam Claflin y Alicia Vikander estuvieron en charlas para protagonizar como Tom Ward y Alice, pero en junio de 2011, Ben Barnes lo reemplazó. Vikander fue elegida.

## Producción
La producción comenzó el 19 de marzo de 2012 en Vancouver, British Columbia.

## Música
Se anunció que A. R. Rahman y Tuomas Kantelinen compondrían la música para la película. Pero, en julio de 2013, Rahman dejó el proyecto debido a conflictos con sus horarios. Por ende, en diciembre de 2013, Kantelinen fue reemplazado por Marco Beltrami.

## Estreno
La película se iba a estrenar el 22 de febrero de 2013, pero se decidió cambiar la fecha hasta el 18 de octubre de 2013 para completar la posproducción. De nuevo la cambiaron del 18 de octubre de 2013 al 17 de enero de 2014. El 27 de noviembre de 2013 se anunció que la película sería estrenada el 6 de febrero de 2015. La película se estrenó el 17 de diciembre de 2014 en Francia.